# Hilmar Klinkott
Hilmar Klinkott (* 4. Januar 1971 in Berlin) ist ein deutscher Althistoriker.
Hilmar Klinkott, einer von zwei Söhnen des Bauhistorikers Manfred Klinkott und dessen Frau Isolde Klinkott, geborene Hertel, studierte von 1990 bis 1997 Alte Geschichte, Klassische Archäologie und Latein an der Ruprecht-Karls-Universität Heidelberg. Die Magisterarbeit folgte bei Fritz Gschnitzer über die Satrapienordnungen in der Alexander- und Diadochenzeit. Seit 2000 nahm Klinkott an den Tübinger Feldforschungen in Lykien teil. An der Universität Tübingen wurde Klinkott dann 2002 bei Frank Kolb mit der Arbeit Die achaimenidischen Satrapen mit ihren Aufgaben und Kompetenzen – Eine Amtsdefinition promoviert; als Zweitbetreuer fungierte Josef Wiesehöfer. Im Jahr 2009 erfolgte die Habilitation in Tübingen mit einer Arbeit zum Thema Zwischen Macht und Massenwahn. Zur politischen Bedeutung des Akklamationswesens im Westen des Römischen Reichs vom 3. Jahrhundert v. Chr. bis 96 n.Chr. Im Jahr 2013 folgte in Heidelberg mit derselben Arbeit seine Umhabilitation. Seine Habilitationsschrift blieb unveröffentlicht.
Klinkott war zunächst Akademischer Rat an der Universität Tübingen und lehrte im Wintersemester 2009/2010 und Sommersemester 2010 als Vertretungsprofessor für Christoph Schäfer an der Universität Hamburg. Seit dem Sommersemester 2012 war er wissenschaftlicher Mitarbeiter an der Universität Heidelberg, seit April 2013 Mitglied der dortigen Philosophischen Fakultät. 2016 nahm Klinkott den Ruf an die Christian-Albrechts-Universität zu Kiel auf eine W2-Professur für Alte Geschichte an; dort lehrt er seit dem Wintersemester 2016/17 als Nachfolger von Josef Wiesehöfer. Seine Arbeitsschwerpunkte bilden die achaimenidische und hellenistische Geschichte.

## Schriften (Auswahl)
Monographien
- Xerxes. Der Großkönig in Griechenland. Kohlhammer, Stuttgart 2023, ISBN 978-3-17-040114-3.
- mit Sabine Kubisch: Kleopatra – Politikerin, Göttin, Visionärin. Theiss Verlag, Stuttgart 2011, ISBN 3-8062-2377-7.
- Der Satrap. Ein achaimenidischer Amtsträger und seine Handlungsspielräume (= Oikumene. Studien zur antiken Weltgeschichte. Bd. 1). Verlag Antike, Frankfurt am Main 2005, ISBN 3-938032-02-2 (zugleich Dissertation, Universität Tübingen 2002).
- Die Satrapienregister der Alexander- und Diadochenzeit (= Historia Einzelschriften. Bd. 145). Steiner, Stuttgart 2000, ISBN 3-515-07701-4.

Herausgeberschaften
- mit Sabine Kubisch, Renate Müller-Wollermann: Geschenke und Steuern, Zölle und Tribute. Antike Abgabenformen in Anspruch und Wirklichkeit (= Culture and history of the ancient Near East. Bd. 29). Brill, Leiden u. a. 2007, ISBN 978-90-04-16065-1.
- Anatolien im Lichte kultureller Wechselwirkungen. Akkulturationsphänomene in Kleinasien und seinen Nachbarregionen während des 2. und 1. Jahrtausends v. Chr. Attempto, Tübingen 2001, ISBN 3-89308-333-2.
- mit Norbert Kramer: Zwischen Assur und Athen. Altorientalisches in den Historien Herodots (= Spielräume der Antike. Bd. 4). Steiner, Stuttgart 2017, ISBN 978-3-515-11743-2. Vgl. dazu die Besprechung von Dominik Berrens in Bryn Mawr Classical Review (BMCR) 2018.07.31 online.